# Virtuell-analoger Synthesizer
Ein virtuell-analoger Synthesizer ist ein elektronisches Musikinstrument und eine Sonderform der Digitalsynthesizer. Er emuliert in digitaler Weise das Verhalten der Schaltkreise eines Analogsynthesizers, indem er dessen Verhalten berechnet. Dies erfolgt auf einem Computer (als Software-Synthesizer), auf einer Soundkarte mit Sound-Chip oder auf einer speziellen Hardware, auf der sich digitale Signalprozessoren oder FPGAs sowie eine geeignete Firmware befinden. Im Unterschied zur Schaltungssimulation erfolgen alle Berechnungen in Echtzeit.

## Geschichte

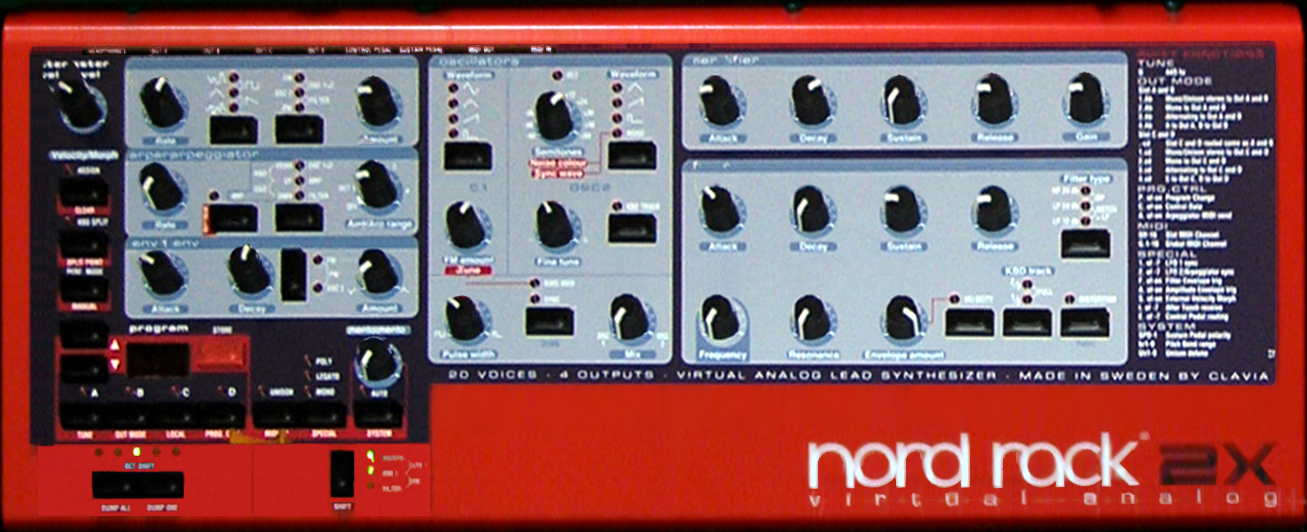
Clavia Nordlead

Virtuell-analoge Synthesizer kamen nach der Einführung des Physical Modelling – einer Syntheseform, die physikalische Schwingungserzeugung durch mathematische Modelle nachzuahmen versucht – Ende der 1980er Jahre auf. Sie erfuhren in den 1990er Jahren einen Boom, zunächst als reine Hardware-Lösungen, danach (etwa ab 1997) vermehrt auch auf reiner Software-Basis. Einige bekannte Synthesizer dieser Art, wie zum Beispiel Yamaha AN1-X, der Clavia Nord Lead, wurden zu Kultgeräten. Ebenfalls konnten sich Unternehmen wie Waldorf, Novation auf dem Sektor der VA-Synthesizer etablieren.

## Funktion
Die Elektronische Schaltung wird analysiert und das Bauteilverhalten in mathematische Modelle überführt. Je nach Art und Umfang der Plattform und der darauf zur Verfügung stehenden Rechenleistung, sind die verwendeten Modelle unterschiedlich komplex und damit unterschiedlich nah an der Realität. Das Spektrum reicht von der einfachen Emulation der in Synthesizern eingesetzten Oszillatoren durch Sinuswellen über die Nutzung von Schwingkreismodellen bis hin zur vollständigen Berechnung von Elektronikbauteilen. Ähnlich einer Schaltungssimulation in SPICE können die Unzulänglichkeiten und Nichtlinearitäten einer realen Elektronik, welche die Abweichungen zum einfachen idealen mathematischen Verhalten begründen, sehr unterschiedlich gut nachempfunden werden.

## Kritik
Kritiker – zumeist Fans von echten analogen Synthesizern – bemängeln, dass bei diesem Verfahren Verluste im Klang entstünden: Da die Auflösung (gemessen in Kilohertz für die Frequenzdarstellung und in Bits für die Amplitude) die Präzision des Berechnungsvorgangs bestimme, sei der Klang nur bei sehr hohen Auflösungen realistisch. Zudem sei die Eigenschaft analoger Synthesizer, unberechenbare, aber für ihren Klangcharakter mitverantwortliche Fehler zu produzieren, nicht nachbildbar und daher der Klang virtuell-analoger Synthesizer „steriler“, als der, der Originale.
Als Gegenargument wird vorgebracht, dass bei den heute gebräuchlichen Auflösungen (96 oder 192 kHz / 20 oder 24 bit) durch die Auflösung bedingte Unterschiede zum analogen Klangbild so gut wie unhörbar sind. Maßgeblich sei damit nur die Güte des verwendeten Modells und die eingesetzte Rechengenauigkeit. Auch werde bei modernen virtuell-analogen Synthesizern die Emulation der „Fehler“ analoger Geräte ebenfalls zunehmend berücksichtigt und in die Wellen-Algorithmen implementiert. Dem steht entgegen, dass durch die begrenzte Rechenkapazität, oftmals Kompromisse bei Auflösung und Modellgenauigkeit gemacht werden. Durch Vereinfachungen der Algorithmen können auf Synthesizern mehr Stimmen berechnet werden und dies ist ein stärkeres Verkaufsargument.
Ein bestehendes Problem ist, dass alle digitalen Synthesizer über das MIDI-Protokoll gesteuert werden und dieses für die meisten Parameter nur 7-Bit vorsieht, weshalb besonders VA-Synthesizer fast immer auch alle internen Parameter nur in dieser Auflösung verwenden. Damit entstehen bei gering ausgesteuerten Werten für z. B. die Lautstärke, Vibrato oder Grenzfrequenzen von Filtern vergleichsweise grobe Abstufungen. Soll z. B. ein frequenzbestimmender Wert für ein Filter, der bei 50 steht, um 10 % gesenkt werden, stünden dafür nur 5 Stufen bereit, was zu Sprüngen führen würde. Deshalb müssen alle von der internen Steuergruppe oder externen Geräten ankommenden MIDI-Kommandos künstlich geglättet werden, um hörbare Stufen zu vermeiden. Dies führt zu ungenauem Verhalten, während bei den klassischen Analoggeräten die Parameter über stufenlose Potentiometer vorgegeben werden und verzögert wirken. Dies gilt in ähnlicher Weise für die MIDI-fähigen (nachgerüsteten) analogen Synthesizer, die nur die Noteninformation verarbeiten und für die Steuerung der Baugruppen ebenfalls Potentiometer besitzen. Dieses Problem wurde erst 2020 mit MIDI 2.0 angegangen.